# 1566 w sztukach plastycznych

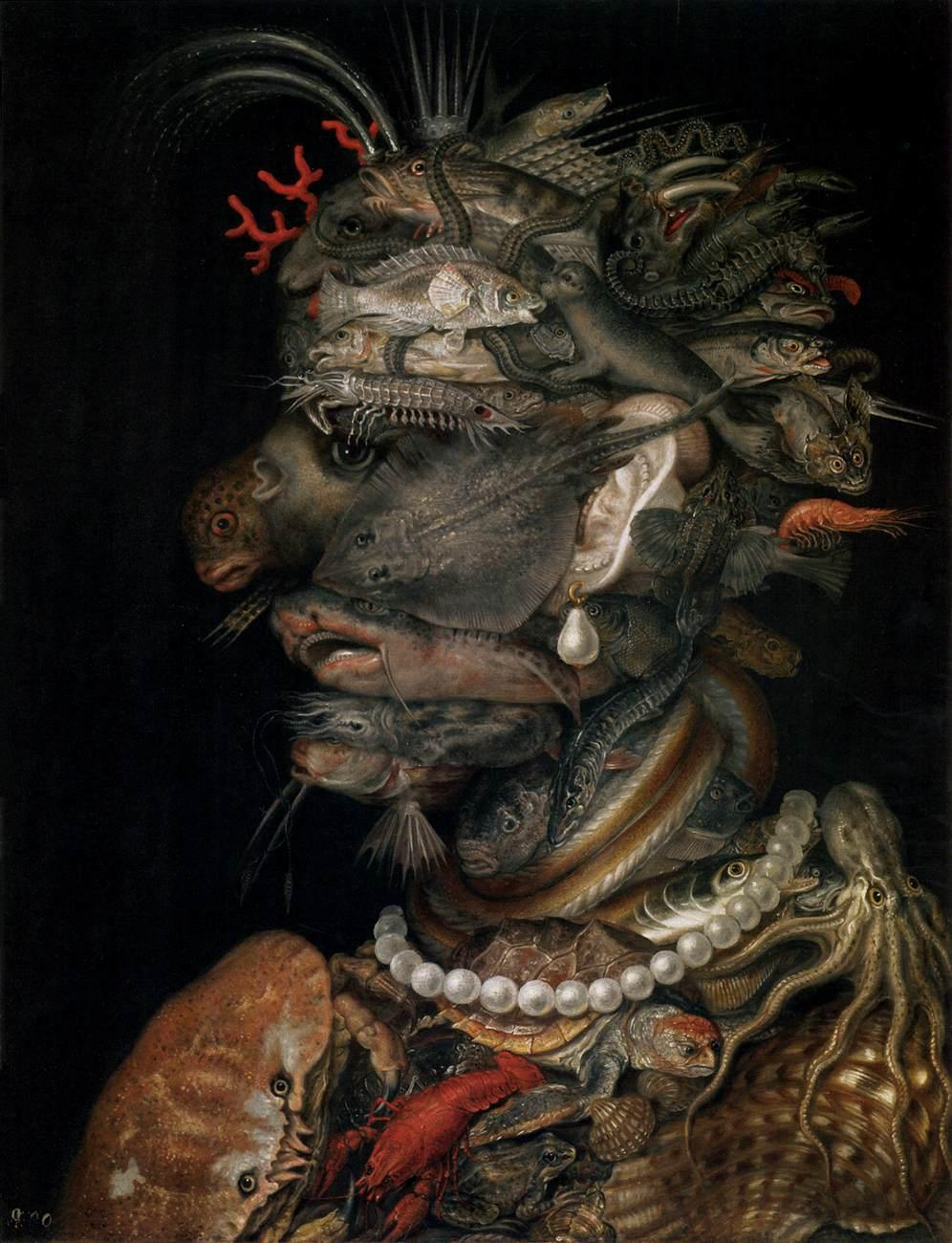
Giuseppe Arcimboldo, Alegoria wody, 1566 r.

Wydarzenia w sztukach plastycznych i wizualnych w 1566 roku.

## Malarstwo
- Giuseppe Arcimboldo

Cykl Alegorie żywiołów:
 : Woda
 : Ogień
 : Ziemia
 : Powietrze